# DOSBox
A DOSBox szabad emulátor, mely MS-DOS-kompatibilis operációs rendszereken futtatható szoftvert futtat – főképp videójátékokat. 2002-ben jelent meg, mikor a DOS-technológia elavulttá vált. DOS-játékok futtatására való használata széles körű, és e játékok újbóli kiadásaihoz is használt.

## Fejlesztése
A Windows XP előtt a Windows fogyasztóorientált változatai MS-DOS-alapúak voltak. A Windows 3.0 és frissítései az MS-DOS-on futó operációs környezetek voltak, a Windows 9x sorozat szintén MS-DOS-on alapuló rendszerekből állt. E változatok képesek voltak DOS-alkalmazások futtatására. Ezzel szemben a Windows NT változat nem alapul a DOS-on. E sorozat tagja, a Windows XP 2001. október 25-én jelent meg, és az első fogyasztóorientált, nem DOS-on alapuló rendszer volt. Bár a Windows XP az NTVDM-mel képes volt a DOS-emulációra, az nem tudott sok alkalmazást futtatni, ugyanis sokuk csak valós módban futott, mely közvetlenül hozzáfért a hardverhez, és a Windows XP védett módja ezt biztonsági okokból megakadályozta. Az MS-DOS 2001 végéig kapott támogatást, a DOS-alapú Windows támogatása 2006. július 11-én ért véget.
A DOSBox fejlesztése a Windows 2000 – egy Windows NT-rendszer – kiadása körül kezdődött, mikor készítői, Peter Veenstra és Sjoerd van der Berg felfedezték, hogy az operációs rendszer a DOS-on alapuló szoftverek támogatásának nagy részét elvesztette. Ismertek voltak az akkori megoldások, de az alkalmazások nem tudtak ablakos módban futni, s a grafika nem volt méretezhető. A projektet először a SourceForge-ra töltötték fel, és 2002. július 22-én jelent meg a béta verzió.

## Funkciók
A DOSBox parancssoros program, mely parancssori paraméterekkel vagy konfigurációsfájl-szerkesztéssel módosítható. Használatához számos grafikus frontendet fejlesztettek ki a felhasználók.
Bár a DOSBox projekt célja, hogy az emulátor egyszer minden PC-programot futtat, a célt nem érték még el, és a legutóbbi verzióig elsődlegesen a játékokra fókuszáltak.GAMES Az alapverzió nem támogatja a hosszú fájlneveket, akár a legtöbb DOS-verzió, és a fájlneveknek a 8.3 név+kiterjesztés mintát kell követniük legfeljebb 8 karakteres névvel legfeljebb 3 karakteres kiterjesztéssel. Ellenkező esetben a fájlnevek az ehhez illeszkedés végett megváltoztattatnak.
Vannak a DOSBox weblapján hosszú fájlneveket támogató változatok, melyek azonban néhány régebbi programmal nem feltétlenül kompatibilisek. Az alapváltozat a játékokra fókuszál, és a Ctrl-Breakhez hasonló funkciók nem feltétlenül támogatottak. Néhány más  változat támogat az alapváltozatban jelen nem lévő funkciókat, például az APM-kikapcsolást, a párhuzamos porton keresztül lévő nyomtatást és a kelet-ázsiai karaktereket. 
Mivel a DOSBox a gazdagép fájlrendszeréhez is hozzáfér, fennáll az emulátor sebezhetőségeit kihasználó malware futtatásának lehetősége, mely a gazdagépben kárt okozhat, azonban ezeket az újabb frissítésekben javítják.
A felhasználók készíthetnek képernyőképeket és vehetnek fel videókat, de ezek lejátszásához kodek kell. Ezenkívül lehet OPL hangkártya- és MIDI-hangokat is felvenni, továbbá a hang WAV fájlként is elmenthető. A billentyűk és a játékkontroller gombjai más billentyűkhöz és azok kombinációihoz rendelhetők.

### OS-emuláció
A DOSBox BIOS-megszakításokat is támogató teljes rendszeremulátor, saját DOS-szerű héjjal. Ez azt jelenti, hogy bármilyen valós DOS-szerű operációs rendszerhez való licenc nélkül használható. A COMMAND.COM legtöbb parancsa támogatott, de számos összetettebb parancs, melyek a későbbi MS-DOS-verziókban voltak, nem. Belső héja mellett támogatja az operációs rendszer nélkül indítandó szoftverek futtatását is. A DOS emulációja mellett futtatható Windows 3.0 és arra és a Windows 9x családhoz készült alkalmazások.
A DOSBox megnyitásakor az automatikusan csatlakozik egy állandó, virtuális Z: meghajtóhoz, mely a parancsokat és eszközöket tartalmazza. A virtuális meghajtó biztonsági okokból van jelen, de használható más meghajtóbetűjel az emulátorban, de használható könyvtár, kép, hajlékonylemez- vagy CD-meghajtó az adateléréshez. A konfigurációs fájl és az AUTOEXEC szakasz felhasználhatók DOSBox-beállításokra, illetve DOS-parancsok indításkori végrehajtására.

### Hardveremuláció
A DOSBox képes a processzor valós vagy védett módját igénylő DOS-programok futtatására. Mivel a DOSBox képes interpretációval emulálni processzort, az emulált környezet független a gazda processzorától. Az x86, ARM vagy más RISC utasításkészlettel rendelkező rendszerek esetén a DOSBox képes dinamikus utasításfordításra a végrehajtás gyorsítására. Az emulált processzorsebesség kézzel állítható azon rendszereknek megfelelően, melyekre a DOS-programok eredetileg készültek.
A DOSBox a Simple DirectMedia Layer külső könyvtárat használja grafikához, hanghoz és beviteli eszközökhöz. Használható DirectDraw vagy OpenGL API, illetve bilineáris interpoláció és grafikaméretezés a modern képernyős számítógépeken. Emulálható többek közt a szöveges mód, a Hercules, a CGA, az EGA, a VGA, a VESA, az S3 Trio 64 és a Tandy. Az emulálható hangeszközök közé tartozik a PC Speaker, az AdLib, a Gravis Ultrasound, a Sound Blaster, a Disney Sound Source, a Tandy és az MPU-401. Azonban mivel a DOSBoxban nincsenek Gravis Ultrasound-illesztőprogramok, ezek külön telepítendők a teljes támogatáshoz.
A DOSBox szimulálhat soros null modemeket TCP/IP protokollal és IPX-szel, mely lehetővé teszi a többjátékosos DOS-játékok emulációját helyi hálózatokon vagy az interneten. Szimulálhat ezenkívül joystickportot, korlátozott lehetőségekkel egy négytengelyű, négygombos joystick, egy kéttengelyű, hatgombos gamepad, két kéttengelyű, kétgombos joystick, egy háromtengelyű, négy gombos és nézetváltós Thrustmaster Flight Control System joystick, illetve egy négytengelyű, hat, egyesével nyomható gombbal és nézetváltóval rendelkező CH Flightstick támogatására. Az újabb joystickeknek és gamepadeknek e konfigurációk egyikét kell használni a működéshez.

## Vélemények
A DOSBox de facto szabvány lett DOS-játékok futtatására. A Rock, Paper, Shotgun a projekt folyamatos frissülését, a számítógépes játékokra való hatását és a használat megkönnyítését szolgáló frontendeket emelte ki. Michael Reed dicsérte a méretezett grafikák minőségét és a kompatibilitásra és pontos emulációra való fókuszálását, de negatív véleményt fogalmazott meg a mentési állapotok és a futásidejű felhasználóbarát irányítás miatt az értékelés alatt elérhető frontendek ellenére. A DOSBoxot 2009 májusában és 2013 januárjában is a Hónap Projektjének nevezte, mely így történetében az első projekt volt, mely kétszer is a Hónap Projektje lett. A SourceForge-on 2008. július 21-ig 10 milliószor, 2015 októberéig több mint 25 milliószor töltötték le.

## Használata
2011 januárjában a Wine kompatibilitási réteg fejlesztői integrálták a Wine-ba a DOSBoxot a DOS-programok futtatásának megkönnyítésére, melyeket a Wine virtuális DOS-emulátor nem tud futtatni.
2015 januárja óta több ezer DOS-játék szerepel az Internet Archive szoftverkönyvtárában. 2019 októberében a DOS-könyvtárban 6934 játék volt.

### Változatok
- Az Em-DOSBox[47] Emscriptent használ az emulátor C++ kódjának[48] JavaScriptre fordításához, lehetővé téve a böngészőben való játékot.[49] A gyűjteményt „csak kutatási célra” szánják.[50]
- A DOSBox-X[51][52] célja az összes 2000 előtti DOS- és Windows 9x-alapú hardverrel való kompatibilitás.[53]
- A DOSBox Staging [54] célja a DOSBox modern folytatásának lenni, modern programozási módszerekkel és haladó funkciókkal.
- A DOSBox Pure [55] egy libretro DOSBox-implementációs mag kiegészítve például megfordítással és mentéssel.

### Kereskedelmi
A DOSBox a leggyakrabban használt DOS-emulátor, és a játékok modern számítógépeken való működéséhez való folyamat egyszerűsége miatt a leggyakrabban használt emulációs szoftver játékok régi változatának újbóli kiadásához. Az id Software ezt használta régi játékok, például a Wolfenstein 3D és a Commander Keen Steamen való kiadásához. Ekkor beszámoltak arról, hogy megsértették a program licencét, a GNU GPL-t, ezt, melyet figyelmetlenségnek mondtak, megfelelően megoldották. Az Activision Blizzard a Sierra Entertainment játékainak újbóli kiadásához használta. A LucasArts a Star Wars: Dark Forces és a Star Wars: TIE Fighter Steamen és GOG.com-on való kiadására használta. A 2K Games producere, Jason Bergman szerint az XCOM sorozat egy részének steames újbóli kiadásaihoz DOSBoxot használtak. A Bethesda Softworks a DOSBoxot ajánlotta, és megadta a letöltési helye linkjét a The Elder Scrolls: Arena és The Elder Scrolls II: Daggerfall játékokra. Ezenkívül a The Elder Scrolls Anthology kiadás mindkét játékához adott linket.
Az Electronic Arts Origin kliense a DOS-játékokhoz, például a Syndicate-hez és a SimCity 2000-hez DOSBoxot használ.

## Fordítás
Ez a szócikk részben vagy egészben  a   DOSBox című angol Wikipédia-szócikk ezen változatának fordításán alapul.  Az eredeti cikk szerkesztőit annak laptörténete sorolja fel. Ez a jelzés csupán a megfogalmazás eredetét és a szerzői jogokat jelzi, nem szolgál a cikkben szereplő információk forrásmegjelöléseként.